# Léiner Escalante
Léiner de Jesús Escalante Escorcia (Soledad, Colombia, 18 de diciembre de 1991) es un futbolista colombiano. Juega como extremo y su equipo actual es La Equidad de la Categoría Primera A de Colombia.

## Trayectoria
Para el año 2025 regresa al Perú,  fichando por Comerciantes Unidos de Cutervo, para afrontar la Liga 1 2025. Su debut oficial se da en la primera fecha del Torneo Apertura 2025 frente a Universitario de Deportes en un empate 1 a 1 en Cajabamba.

## Estadísticas

### Clubes
| Junior · Colombia                                                                                    | 1.ª           | 2010          | 2   | 0  | —  | — | —  | — | 2   | 0  |
| Junior · Colombia                                                                                    | 1.ª           | 2011          | 3   | 0  | 6  | 0 | —  | — | 9   | 0  |
| Junior · Colombia                                                                                    | 1.ª           | 2015          | 20  | 1  | 7  | 2 | 3  | 0 | 30  | 3  |
| Junior · Colombia                                                                                    | 1.ª           | 2016          | 26  | 3  | 5  | 2 | 4  | 1 | 35  | 6  |
| Junior · Colombia                                                                                    | 1.ª           | 2017          | 21  | 1  | 11 | 0 | 1  | 0 | 33  | 1  |
| Junior · Colombia                                                                                    | 1.ª           | 2018          | 6   | 2  | 1  | 0 | —  | — | 7   | 2  |
| Junior · Colombia                                                                                    | 1.ª           | 2019          | 4   | 0  | —  | — | —  | — | 4   | 0  |
| Junior · Colombia                                                                                    | Total club    | Total club    | 82  | 7  | 30 | 4 | 8  | 1 | 120 | 12 |
| Barranquilla F. C. · Colombia                                                                        | 2.ª           | 2012          | 31  | 3  | 3  | 1 | —  | — | 34  | 4  |
| Barranquilla F. C. · Colombia                                                                        | 2.ª           | 2013          | 30  | 4  | 8  | 0 | —  | — | 38  | 4  |
| Barranquilla F. C. · Colombia                                                                        | 2.ª           | 2014          | 35  | 5  | 7  | 2 | —  | — | 42  | 7  |
| Barranquilla F. C. · Colombia                                                                        | Total club    | Total club    | 96  | 12 | 18 | 3 | —  | — | 114 | 15 |
| Jaguares de Córdoba · Colombia                                                                       | 1.ª           | 2018          | 18  | 2  | —  | — | 2  | 0 | 20  | 2  |
| Jaguares de Córdoba · Colombia                                                                       | Total club    | Total club    | 18  | 2  | 0  | 0 | 2  | 0 | 20  | 2  |
| Santa Rita · Ecuador                                                                                 | 2.ª           | 2020          | 9   | 1  | —  | — | —  | — | 9   | 1  |
| Santa Rita · Ecuador                                                                                 | Total club    | Total club    | 9   | 1  | 0  | 0 | 0  | 0 | 9   | 1  |
| Real Potosí · Bolivia                                                                                | 1.ª           | 2021          | 32  | 8  | —  | — | —  | — | 32  | 8  |
| Real Potosí · Bolivia                                                                                | Total club    | Total club    | 32  | 8  | 0  | 0 | 0  | 0 | 32  | 8  |
| Deportivo Pasto · Colombia                                                                           | 1.ª           | 2022          | 33  | 5  | 0  | 0 | 0  | 0 | 33  | 5  |
| Deportivo Pasto · Colombia                                                                           | Total club    | Total club    | 33  | 5  | 0  | 0 | 0  | 0 | 33  | 5  |
| Carlos A. Manucci · Perú                                                                             | 1.ª           | 2023          | 33  | 2  | 0  | 0 | 0  | 0 | 33  | 2  |
| Carlos A. Manucci · Perú                                                                             | Total club    | Total club    | 33  | 2  | 0  | 0 | 0  | 0 | 33  | 2  |
| Total carrera                                                                                        | Total carrera | Total carrera | 303 | 37 | 48 | 7 | 10 | 1 | 361 | 45 |
| (1) Incluye datos de la Copa Colombia (2011-Act.). (2) Incluye datos de la Copa Sudamericana (2015). |               |               |     |    |    |   |    |   |     |    |

## Palmarés

### Títulos nacionales
| Título                | Club   | País     | Año     |
| --------------------- | ------ | -------- | ------- |
| Categoría Primera A   | Junior | Colombia | 2011-II |
| Copa Colombia         | Junior | Colombia | 2015    |
| Copa Colombia         | Junior | Colombia | 2017    |
| Categoría Primera A   | Junior | Colombia | 2018-II |
| Superliga de Colombia | Junior | Colombia | 2019    |
| Categoría Primera A   | Junior | Colombia | 2019-I  |